# مهرجان كان السينمائي 1967
مهرجان كان السينمائي لعام 1967 هو الدورة الـ20 للمهرجان عُقد في 27 أبريل إلى 12مايو من عام 1967، حصل فيلم "Blow-Up" للمخرج الإيطالي مايكل أنجلو أنطونيوني على السعفة الذهبية للمهرجان.